# Maria-Magdalena-Kirche (Thedinghausen)

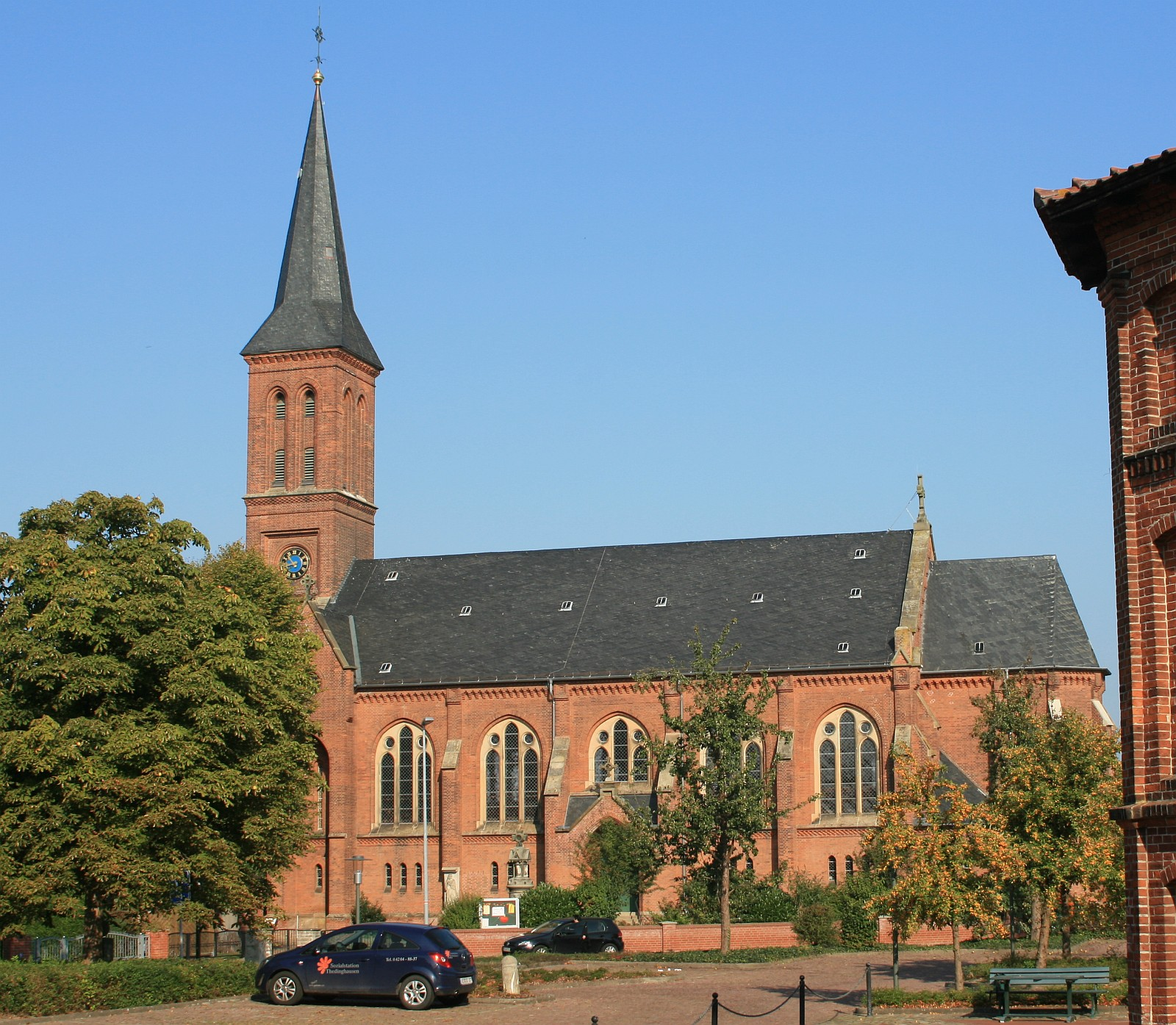
St. Maria Magdalena

Die evangelisch-lutherische, denkmalgeschützte Maria-Magdalena-Kirche steht auf dem Kirchfriedhof von Thedinghausen, einer Gemeinde im Landkreis Verden in Niedersachsen. Die Kirchengemeinde gehört zum Kirchenkreis Verden im Sprengel Stade der Evangelisch-lutherischen Landeskirche Hannovers.

## Geschichte
Die Kapelle aus dem 13. Jahrhundert stürzte 1593 ein. Ein Neubau erfolgte 1610, der aber bereits 1630 wegen Baufälligkeit einfiel. 1643 wurde eine Fachwerkkirche mit einem Kirchturm aus Backsteinen gebaut. Die heutige Kirche wurde 1870 im neugotischen Baustil nach einem Entwurf von Ernst Wiehe errichtet.

## Beschreibung
Die Saalkirche hat einen schlanken quadratischen Kirchturm im Westen. Daran schließt sich ein zweigeschossiges Langhaus an, das durch Strebepfeiler in fünf Joche gegliedert ist. Der eingezogene Chor hat einen polygonalen Abschluss. Er hat beidseitig Apsiden, zwischen ihnen befindet sich der Altar. Vom Kirchenschiff wird er durch ein Gitter getrennt. Im Glockenstuhl des Turms hängen die Kirchenglocken übereinander. Nur die 1926 von der Glockengießerei Otto hergestellte Glocke hat den Zweiten Weltkrieg überlebt. 1953 hat diese Gießerei zwei neue Glocken gefertigt, 1954 kam eine weitere hinzu.
Der Innenraum hat dreiseitig umlaufende hölzerne Emporen auf Pfeilern, die weit in den Raum hineinragen. Die fünf Joche des mittleren Bereichs des Langhauses sind mit einem querrechteckigen Kreuzgratgewölbe mit dünnen Gurtbögen überspannt. Die Seitenräume unter den mit Tonnengewölben quer überspannten Emporen sind durch niedrige Durchgänge miteinander verbundenen. Die Kirchenausstattung stammt aus der Erbauungszeit. Die Orgel haben die Gebrüder Hillebrand Orgelbau gebaut.